# Rezerwat przyrody Krzemionki Opatowskie
Rezerwat przyrody Krzemionki Opatowskie – rezerwat krajobrazowy na terenie Obszaru Chronionego Krajobrazu Doliny Kamiennej w gminach Bodzechów i Ćmielów, w powiecie ostrowieckim, w województwie świętokrzyskim.
- Powierzchnia: 378,83 ha[1][2]
- Rok utworzenia: 1995
- Dokument powołujący: Zarządz. MOŚZNiL z 27.06.1995; M.P. z 1995 r. nr 33, poz. 396
- Numer ewidencyjny WKP: 054
- Charakter rezerwatu: częściowy
- Przedmiot ochrony: neolityczna kopalnia krzemienia pasiastego, a także wyrobiska górnicze i ślady obozowisk górniczych oraz rzadkie i prawnie chronionych gatunków roślin (m.in. bardzo rzadki trzeciorzędowy wawrzynek główkowy, Daphne cneorum)